# Florence de Changy
Florence de Changy, née en 1966, est une journaliste et autrice française. Basée en Asie-Pacifique depuis le début des années 1990, elle est correspondante pour Le Monde, Radio France et RFI. Elle est notamment connue pour ses enquêtes approfondies, notamment sur la disparition du vol MH370.

## Biographie
Florence de Changy commence sa carrière journalistique en 1991 en Asie-Pacifique. Elle a été correspondante à Sydney, Auckland, Kuala Lumpur, Taipei, et est aujourd'hui basée à Hong Kong.
Depuis 1994, elle est correspondante pour Le Monde et collabore également avec Radio France et RFI. Elle couvre principalement l'actualité politique, économique et sociale de la région Asie-Pacifique, incluant la Chine, Hong Kong, Taïwan et l'Asie du Sud-Est.
Depuis 2017, elle est présidente du « Foreign Correspondents’ Club Hong Kong », rassemblant tous les correspondants de presse étrangers à Hong Kong.

## Enquête sur le vol MH370
En mars 2014, à la suite de la disparition du vol MH370 de Malaysia Airlines, Florence de Changy est envoyée à Kuala Lumpur pour couvrir les événements. Elle mène une enquête indépendante qui la conduit à contester les conclusions officielles.
Selon ses recherches, l'avion transportait une cargaison sensible et aurait été délibérément intercepté dans des circonstances encore floues. Elle avance notamment une hypothèse d'intervention militaire impliquant les États-Unis.
Ses travaux sont publiés dans deux ouvrages en 2021 : La Disparition (en français) et The Disappearing Act (en anglais). Le livre en anglais est publié chez HarperCollins.
Dans une tribune publiée par Le Monde en 2021, elle développe son argumentation et ses doutes vis-à-vis des versions officielles de l’accident.
Son discours est régulièrement dénoncé comme complotiste. En 2023, elle apparaît dans le reportage très décrié de la plateforme Netflix, "MH370 : l'avion disparu".

## Publications
- Le Vol MH370 n'a pas disparu, Éditions Les Arènes, 2016.  (ISBN 2352045053)
- La Disparition, Éditions Les Arènes, 2021.  (ISBN 1037502825)
- (en) The Disappearing Act: The Impossible Case of MH370, HarperCollins, 2021.  (ISBN 978-0-00-838154-7)